# Boone Station State Historic Site

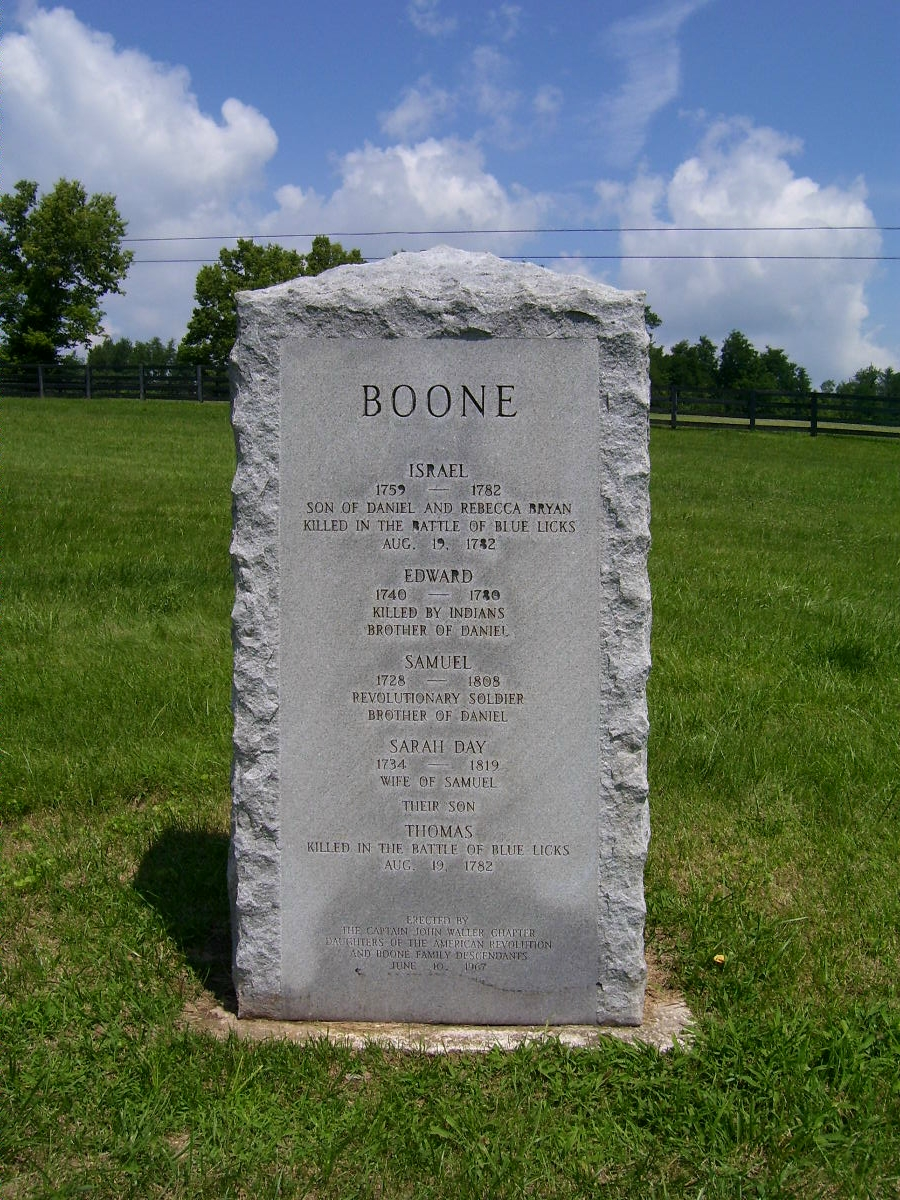
Gedenkstein in der Boone Station State Historic Site

Die Boone Station State Historic Site ist ein State Park im US-Bundesstaat Kentucky. Der 18 Hektar große Park liegt bei Lexington im Fayette County.
Im Dezember 1779 gründeten der amerikanische Pionier Daniel Boone und seine Familie Boone Station, nach dem ihnen die Siedlung Boonesborough zu groß wurde. In ihrer Blütezeit wohnten 15 bis 20 Familien in Boone Station. Daniel Boone und seine Familie erlitten schwere Schicksalsschläge in der Zeit, als sie in Boone Station lebten. Sein Sohn Israel und sein Neffe Thomas Boone fielen in der Schlacht von Blue Licks 1781, sein Bruder Edward wurde im Bourbon County von Indianern getötet. Zudem wurde 1781 ihr Besitzanspruch auf Boone Station ungültig, so dass Boone und die anderen Siedler die Siedlung verlassen mussten. 1791 war die Siedlung völlig verlassen, 1795 kaufte ein Robert Frank über 200 Hektar Land inklusive des Geländes von Boone Station und errichtete hier für seine Familie ein neues Haus. Daniel Boone zog mit seiner Familie schließlich ins Louisiana-Territorium.
Das Gelände der ehemaligen Boone Station wurde 1991 von Robert C. Strader dem Staat Kentucky geschenkt, der hier 1992 den State Park eröffnete. Auf die frühere Pionieransiedlung weisen allerdings nur ein Gedenkstein und Informationstafeln hin. Durch den Park führt ein Rundweg von einer Meile Länge, es gibt Picknickstätten.